# Cyperus alternifolius

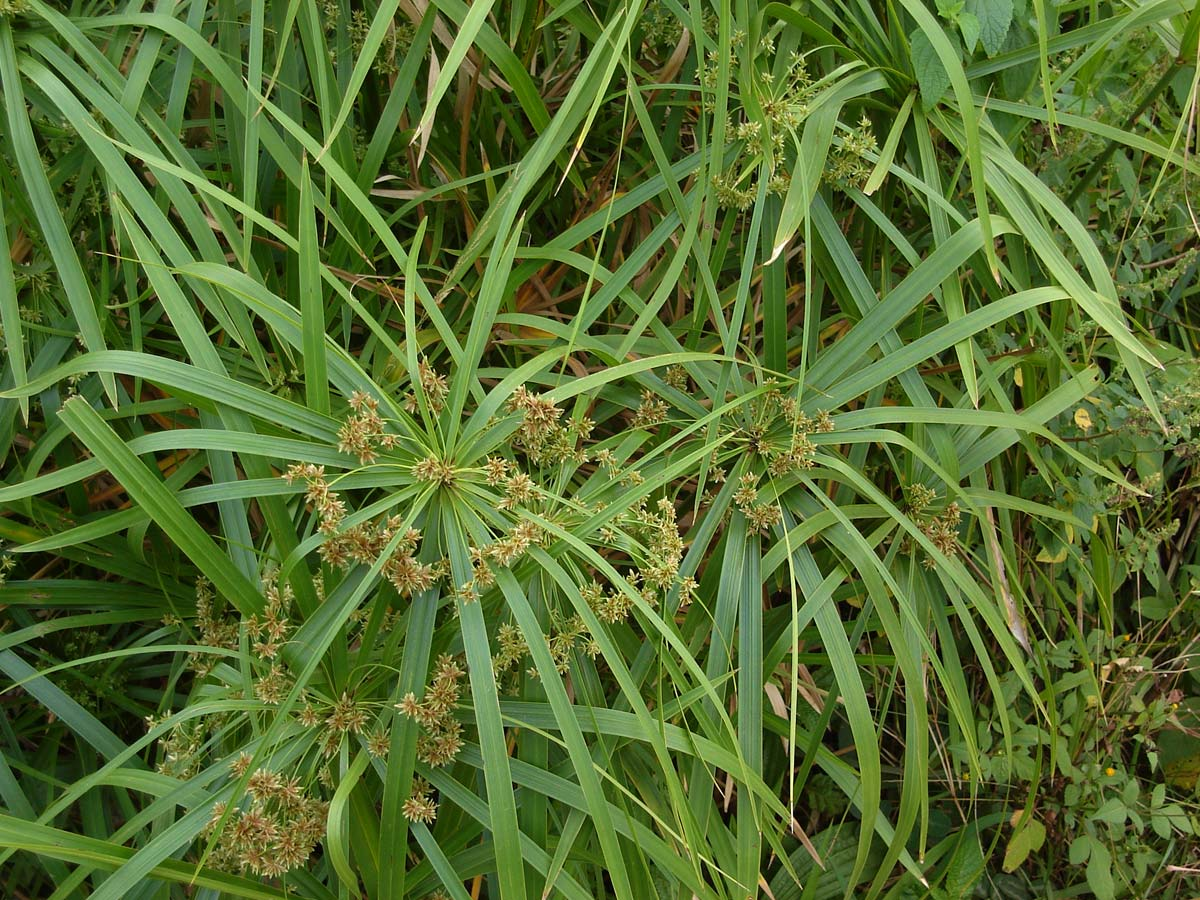
Blütenstände

Das Cyperus alternifolius ist eine Pflanzenart aus der Gattung der Zypergräser (Cyperus) innerhalb der Familie der Sauergrasgewächse (Cyperaceae). Sie wird als Zimmerpflanze verwendet, die meist nach dem Gattungsnamen als „Zypergras“ oder – falsch – als „Zyperngras“ bezeichnet wird.

## Beschreibung

### Vegetative Merkmale
Cyperus alternifolius ist eine ausdauernde krautige Pflanze, die Wuchshöhen von etwa 50 bis 150 Zentimetern erreicht. Das Rhizom ist kriechend, relativ kurz und erreicht einen Durchmesser von 2 bis 10 Zentimetern. Der Austrieb neuer Halme erfolgt immer aus den neuen Nodien am jungen Ende des Rhizoms, wodurch die Pflanze langsam „wandert“. Bei älteren Pflanzen verzweigt sich das Rhizom, wobei dann an jeder Rhizomspitze neue Halme austreiben. Die Halme sind stumpf dreieckig und glatt oder leicht rau mit einem Durchmesser von 1,5 bis 7 Millimeter. Am Grund sind sie von bis zu 30 Zentimeter langen, ledrigen Blattscheiden umgeben, die im unteren Bereich rötlich bis schwärzlich-braun sind und nach oben hin gelblich bis grau werden und schief enden. Die Blattspreiten sind reduziert.

### Generative Merkmale
Die Blütenstände sind von 15 bis 25, spiralig angeordneten, grünen, laubblattartigen Hochblättern umgeben. Diese sind flach, zugespitzt, mit leicht zurückgebogenen Blatträndern und erreichen eine Länge von 10 bis 35 cm Länge und eine Breite von 3 bis 20 Millimeter. Ihr Rand und ihre Nervatur ist gerade oder leicht rau. Gelegentlich bilden sich an den Hochblattansätzen neue Triebe aus, die ihrerseits einen Blütenstand mit Hochblättern tragen. Diese Blütenstände fallen deutlich kleiner aus, die Halmlänge liegt meist bei 5 bis 20 Zentimetern.
Die Blütenstände sind zusammengesetzte Spirren von 3 bis 25 Zentimeter Durchmesser. Ihre Hauptachsen sind bis zu 10 Zentimeter lang, glatt oder leicht rau und tragen 10 bis 30 Millimeter lange sekundäre Spirren mit etwa 5 Millimeter langen Hochblättern und 15 bis 30 spiralig angeordneten bräunlichen Ährchen. Die Blüten sind dreizählig. Es sind drei Staubblätter und drei Narben vorhanden. Die Nussfrüchte sind etwa 1 Millimeter groß und bräunlich.

### Chromosomenzahl
Die Chromosomenzahl beträgt 2n = 32.

## Vorkommen
Cyperus alternifolius subsp. alternifolius kommt ursprünglich nur auf Madagaskar und den Maskarenen vor. In manchen Gebieten kommt Cyperus alternifolius auch verwildert vor. Cyperus alternifolius wächst in Sumpfland und an Gewässerrändern. Cyperus alternifolius ist nicht frostresistent.

## Systematik
Die Erstveröffentlichung von Cyperus alternifolius erfolgte 1767 durch Carl von Linné in Mantissa Plantarum, 1, S. 28–29. Homonyme sind Cyperus alternifolius J.R.Forst. (veröffentlicht in Flora Americae Septentrionalis, 3, 1771), Cyperus alternifolius Steud. (veröffentlicht in Synopsis Plantarum Glumacearum, 2, 1854, S. 54), Cyperus alternifolius Baker (veröffentlicht in Journal of the Linnean Society, Botany, 21, 1885, S. 450), Cyperus alternifolius Poir. (veröffentlicht in Encyclopédie Méthodique, Botanique, 7, 1806, S. 273). Synonyme für Cyperus alternifolius L. sind: Cyperus onustus Steud., Cyperus frondosus Salisb. nom. superfl., Eucyperus alternifolius (L.) Rikli, Cyperus onustus Steud., Cyperus alternifolius var. gracilis Pynaert.
Es wurde einige Subtaxa beschrieben, sie sind alle Synonyme dieser oder anderer Arten; beispielsweise:
- Cyperus alternifolius subsp. flabelliformis Kük. → Cyperus involucratus Rottb. (Syn.: Cyperus alternifolius var. flabelliformis (Rottb.) M.R.Almeida, Cyperus flabelliformis Rottb. nom. superfl.)